# Coregonus baicalensis
Coregonus baicalensis (Russisch: сиг байкальский - baikalhouting) is een straalvinnige vissensoort uit de familie van de zalmen (Salmonidae). De wetenschappelijke naam van de soort is voor het eerst geldig gepubliceerd in 1874 door Benedykt Dybowski.

## Beschrijving
Het is een endemische soort houting in het Baikalmeer die niet verward moet worden met de omoel (Coregonus migratorius). C. baicalensis is groter (gemiddelde lengte van volwassen mannetjes is 50,4 cm en van vrouwtjes 55,2 cm en de maximaal waargenomen lengte is 60 cm, de omoel is tussen de 34 en 39 cm lang). C. baicalensis trekt niet riviermondingen in om te paaien maar paait in het Baikalmeer.